# René Auberjonois
René Marie Murat Auberjonois, född 1 juni 1940 i New York City, New York, död 8 december 2019 i Los Angeles, var en amerikansk skådespelare. Han var ättling på sin mors sida till Joachim Murat och Caroline Bonaparte.

## Filmografi (urval)
- 1970 – M*A*S*H
- 1971 – McCabe & Mrs. Miller
- 1976 – King Kong
- 1976 – Bussen som blev galen
- 1980 – Den sista enhörningen (röst)
- 1987–1988 – Mord och inga visor (gästroll i TV-serie)
- 1988 – Polisskolan 5 – Uppdrag Miami Beach
- 1989 – Den lilla sjöjungfrun (röst)
- 1991 – Star Trek VI – The Undiscovered Country (ej krediterad)
- 1993 – Balladen om Little Jo
- 1993–1999 – Star Trek: Deep Space Nine (TV-serie)
- 1995 – Batman Forever
- 2000 – Patrioten

## Teater

### Roller
| År   | Roll        | Produktion                 | Regi         | Teater                                |
| ---- | ----------- | -------------------------- | ------------ | ------------------------------------- |
| 1973 | Medverkande | The Good Doctor Neil Simon | A. J. Antoon | Eugene O'Neill Theatre, New York, USA |